# Championnat du monde de vitesse moto 1972
Navigation
Édition précédente Édition suivante
Le Championnat du monde de vitesse moto 1972 est la 24e saison de vitesse moto organisée par la FIM.

Ce championnat comporte treize courses de Grand Prix, pour cinq catégories : 500 cm3, 350 cm3, 250 cm3, 125 cm3 et 50 cm3.

## Attribution des points
Les points du championnat sont attribués aux dix premiers de chaque course :
| Classement | 1  | 2  | 3  | 4 | 5 | 6 | 7 | 8 | 9 | 10 |
| ---------- | -- | -- | -- | - | - | - | - | - | - | -- |
| Points     | 15 | 12 | 10 | 8 | 6 | 5 | 4 | 3 | 2 | 1  |

## Grands Prix
| N° | Course                            | Lieu             | Vainqueur 50 cm³ | Vainqueur 125 cm³ | Vainqueur 250 cm³ | Vainqueur 350 cm³ | Vainqueur 500 cm³ | Résultat |
| -- | --------------------------------- | ---------------- | ---------------- | ----------------- | ----------------- | ----------------- | ----------------- | -------- |
| 1  | Grand Prix d'Allemagne de l'Ouest | Nürburgring      | Jan de Vries     | Gilberto Parlotti | Hideo Kanaya      | Jarno Saarinen    | Giacomo Agostini  | Résultat |
| 2  | Grand Prix de France              | Clermont-Ferrand |                  | Gilberto Parlotti | Phil Read         | Jarno Saarinen    | Giacomo Agostini  | Résultat |
| 3  | Grand Prix d'Autriche             | Salzburgring     |                  | Angel Nieto       | Börje Jansson     | Giacomo Agostini  | Giacomo Agostini  | Résultat |
| 4  | Grand Prix des Nations            | Imola            | Jan de Vries     | Angel Nieto       | Renzo Pasolini    | Giacomo Agostini  | Giacomo Agostini  | Résultat |
| 5  | Tourist Trophy                    | Île de Man       |                  | Chas Mortimer     | Phil Read         | Giacomo Agostini  | Giacomo Agostini  | Résultat |
| 6  | Grand Prix de Yougoslavie         | Opatija          | Jan Bruins       | Kent Andersson    | Renzo Pasolini    | János Drapál      | Alberto Pagani    | Résultat |
| 7  | Grand Prix des Pays-Bas           | Assen            | Angel Nieto      | Angel Nieto       | Rodney Gould      | Giacomo Agostini  | Giacomo Agostini  | Résultat |
| 8  | Grand Prix de Belgique            | Spa              | Angel Nieto      | Angel Nieto       | Jarno Saarinen    |                   | Giacomo Agostini  | Résultat |
| 9  | Grand Prix d'Allemagne de l'Est   | Sachsen          | Theo Timmer      | Börje Jansson     | Jarno Saarinen    | Phil Read         | Giacomo Agostini  | Résultat |
| 10 | Grand Prix de Tchécoslovaquie     | Brno             |                  | Börje Jansson     | Jarno Saarinen    | Jarno Saarinen    | Giacomo Agostini  | Résultat |
| 11 | Grand Prix de Suède               | Anderstorp       | Jan de Vries     | Angel Nieto       | Rodney Gould      | Giacomo Agostini  | Giacomo Agostini  | Résultat |
| 12 | Grand Prix de Finlande            | Imatra           |                  | Kent Andersson    | Jarno Saarinen    | Giacomo Agostini  | Giacomo Agostini  | Résultat |
| 13 | Grand Prix d'Espagne              | Montjuïc         | Angel Nieto      | Kent Andersson    | Renzo Pasolini    | Bruno Kneubühler  | Chas Mortimer     | Résultat |

## Résultats de la saison

### Championnat 1972 catégorie 500 cm³
| Clas. | Pilote           | Pays             | Constructeur | Points | Victoires |
| ----- | ---------------- | ---------------- | ------------ | ------ | --------- |
| 1     | Giacomo Agostini | Italie           | MV Agusta    | 105    | 11        |
| 2     | Alberto Pagani   | Italie           | MV Agusta    | 87     | 1         |
| 3     | Bruno Kneubühler | Suisse           | Yamaha       | 54     | 0         |
| 4     | Rodney Gould     | Royaume-Uni      | Yamaha       | 52     | 0         |
| 5     | Bo Granath       | Suède            | Husqvarna    | 47     | 0         |
| 6     | Chas Mortimer    | Royaume-Uni      | Yamaha       | 42     | 1         |
| 7     | Dave Simmonds    | Royaume-Uni      | Kawasaki     | 42     | 0         |
| 8     | Jack Findlay     | Australie        | Jada         | 31     | 0         |
| 9     | Billie Nelson    | Royaume-Uni      | Honda        | 31     | 0         |
| 10    | Kim Newcombe     | Nouvelle-Zélande | König        | 27     | 0         |

### Championnat 1972 catégorie 350 cm³
| Clas. | Pilote           | Pays                 | Constructeur | Points | Victoires |
| ----- | ---------------- | -------------------- | ------------ | ------ | --------- |
| 1     | Giacomo Agostini | Italie               | MV Agusta    | 102    | 6         |
| 2     | Jarno Saarinen   | Finlande             | Yamaha       | 89     | 3         |
| 3     | Renzo Pasolini   | Italie               | Aermacchi    | 78     | 0         |
| 4     | Dieter Braun     | Allemagne de l'Ouest | Yamaha       | 54     | 0         |
| 5     | Phil Read        | Royaume-Uni          | MV Agusta    | 51     | 1         |
| 6     | Bruno Kneubühler | Suisse               | Yamaha       | 45     | 1         |
| 7     | Teuvo Lansivuori | Finlande             | Yamaha       | 42     | 0         |
| 7     | János Drapál     | Hongrie              | Yamaha       | 42     | 1         |
| 9     | Hideo Kanaya     | Japon                | Yamaha       | 41     | 0         |
| 10    | Jack Findlay     | Australie            | Yamaha       | 41     | 0         |

### Championnat 1972 catégorie 250 cm³
| Clas. | Pilote           | Pays        | Constructeur | Points | Victoires |
| ----- | ---------------- | ----------- | ------------ | ------ | --------- |
| 1     | Jarno Saarinen   | Finlande    | Yamaha       | 94     | 4         |
| 2     | Renzo Pasolini   | Italie      | Aermacchi    | 93     | 3         |
| 3     | Rodney Gould     | Royaume-Uni | Yamaha       | 88     | 2         |
| 4     | Phil Read        | Royaume-Uni | Yamaha       | 58     | 2         |
| 5     | Teuvo Lansivuori | Finlande    | Yamaha       | 46     | 0         |
| 6     | John Dodds       | Australie   | Yamaha       | 42     | 0         |
| 7     | Kent Andersson   | Suède       | Yamaha       | 39     | 0         |
| 8     | Benny Janssen    | Pays-Bas    | Maico        | 38     | 0         |
| 9     | Silvio Grassetti | Italie      | MZ           | 30     | 0         |
| 10    | Werner Pfirter   | Suisse      | Yamaha       | 28     | 0         |

### Championnat 1972 catégorie 125 cm³
| Clas. | Pilote            | Pays                 | Constructeur | Points | Victoires |
| ----- | ----------------- | -------------------- | ------------ | ------ | --------- |
| 1     | Angel Nieto       | Espagne              | Derbi        | 97     | 5         |
| 2     | Kent Andersson    | Suède                | Yamaha       | 87     | 3         |
| 3     | Chas Mortimer     | Royaume-Uni          | Yamaha       | 87     | 1         |
| 4     | Börje Jansson     | Suède                | Maico        | 78     | 1         |
| 5     | Gilberto Parlotti | Italie               | Morbidelli   | 52     | 2         |
| 6     | Dave Simmonds     | Royaume-Uni          | Kawasaki     | 44     | 0         |
| 7     | Harald Bartol     | Autriche             | Suzuki       | 37     | 0         |
| 8     | Dieter Braun      | Allemagne de l'Ouest | Maico        | 25     | 0         |
| 9     | Jos Schurgers     | Pays-Bas             | Bridgestone  | 23     | 0         |
| 10    | Bernd Köhlar      | Allemagne de l'Est   | MZ           | 23     | 0         |

### Championnat 1972 catégorie 50 cm³
| Clas. | Pilote            | Pays                 | Constructeur | Points | Victoires |
| ----- | ----------------- | -------------------- | ------------ | ------ | --------- |
| 1     | Angel Nieto       | Espagne              | Derbi        | 69     | 3         |
| 2     | Jan de Vries      | Pays-Bas             | Kreidler     | 69     | 3         |
| 3     | Theo Timmer       | Pays-Bas             | Jamathi      | 50     | 1         |
| 4     | Jan Bruins        | Pays-Bas             | Kreidler     | 39     | 1         |
| 5     | Otello Buscherini | Italie               | Malanca      | 32     | 0         |
| 6     | Hans Hummel       | Autriche             | Kreidler     | 26     | 0         |
| 7     | Harald Bartol     | Autriche             | Kreidler     | 26     | 0         |
| 8     | Jan Huberts       | Pays-Bas             | Kreidler     | 25     | 0         |
| 9     | Rudolf Kunz       | Allemagne de l'Ouest | Kreidler     | 17     | 0         |
| 10    | Benjamin Grau     | Espagne              | Derbi        | 12     | 0         |